# Aprionus pinicorticis
Aprionus pinicorticis är en tvåvingeart som först beskrevs av Ephraim Porter Felt 1908.  Aprionus pinicorticis ingår i släktet Aprionus och familjen gallmyggor.
Artens utbredningsområde är New Jersey. Inga underarter finns listade i Catalogue of Life.